# Boksering
 For alternative betydninger, se Ring.
En boksering eller blot en ring er en kvadratisk kampplads, der benyttes til boksekampe.
Ringen er afgrænset af tove, der er spændt ud imellem hjørnepæle, som almindeligvis er lavet af metal.
Der findes forskellige typer bokseringe, herunder en gulvring, hvor ringens gulv er i samme højde som det omliggende gulv. Det mest almindelige til boksekampe er en podiumring, hvor ringens gulv er hævet over det omliggende gulv, hvilket tilgodeser tilskuere.
Ordet boksering kommer fra boksesportens begyndelse i England, hvor kampene blev afviklet i en ring af tilskuere, som afgrænsede kampområdet til en cirkellignende plads. Først i 1853 i forbindelse med en opdatering af London Prize Ring Rules blev det autoriseret, at "ringen" skulle være et 24 fod stort kvadrat afgrænset af tove. 
I dag stilles der mange krav til bokseringe, når de bruges til konkurrencer. Disse krav er fastlagt i de enkelte forbunds reglementer. Eksempler på krav er: Sikkerhed og størrelse.